# Franz Feldinger
Franz Feldinger (* 22. August 1928; † 16. März 2009 in Salzburg) war ein  österreichischer Fußballspieler, der als Mittelfeldspieler für den SV Austria Salzburg spielte.

## Karriere
Er verbrachte seine gesamte aktive Laufbahn bei SV Austria Salzburg. Für den Verein bestritt er zwischen 1945 und 1963 insgesamt  687 Spiele. Diese Zahl blieb bis heute unerreicht. Nach dem Ende seiner aktiven Karriere wurde er Trainer des SV Austria Salzburg und arbeitete als Lehrer an verschiedenen Hauptschulen in der Stadt Salzburg.
Während seiner aktiven Zeit gelang es 1953 zum ersten Mal in die höchste österreichische Spielklasse, der Staatsliga A, aufzusteigen. Zu seinen Erfolgen zählt auch die Berufung in die Olympiamannschaft für die Olympischen Spiele 1952 in Helsinki. Hier bestritt er zwei Spiele (gegen Finnland und Schweden). In 46 Spielen trat er mit der Salzburger Landesauswahl an.